# Pstrągowa
Pstrągowa – wieś w Polsce, położona w województwie podkarpackim, w powiecie strzyżowskim, w gminie Czudec.

## Geografia
Wieś Pstrągowa obejmuje jedną wieś położoną w północno-zachodniej części powiatu Strzyżowskiego. Obszar jej wynosi 2936 ha: gruntów ornych, lasów i łąk. Teren wsi rozciąga się na przestrzeni kilku kilometrów wzdłuż otoczonej wzgórzami doliny rzeczki Pstrągówki. Wśród licznych wzniesień przepływają małe strumyki łączące się i wpadające poza teren wsi do rzeki Wisłok. Od strony zachodniej i północnej wieś otaczają rozległe lasy.
| SIMC    | Nazwa           | Rodzaj    |
| ------- | --------------- | --------- |
| 1043419 | Bania           | część wsi |
| 0648652 | Brzezie         | część wsi |
| 1043431 | Fryjsówki       | część wsi |
| 1043448 | Górna           | część wsi |
| 0648681 | Granice         | część wsi |
| 1043454 | Koło Przylaska  | część wsi |
| 1043460 | Na Dziale       | część wsi |
| 1043477 | Niebylec        | część wsi |
| 1043483 | Pasoczyzna      | część wsi |
| 0648675 | Pstrągowa Dolna | część wsi |
| 1043490 | Pstrągowa Górna | część wsi |
| 0648698 | Pyrówki         | część wsi |
| 0648706 | Rędziny         | część wsi |
| 1043508 | Ryboniówka      | część wsi |
| 1043514 | Rzeki           | część wsi |
| 0648712 | Skrzynówki      | część wsi |
| 1043520 | Smykówki        | część wsi |
| 0648741 | Strachociny     | część wsi |
| 0648764 | Wola            | część wsi |

Wieś liczy ok. 850 gospodarstw.

## Demografia
Liczba mieszkańców Pstrągowej w latach międzywojennych wynosiła ponad 4000. Po II wojnie światowej liczba ta zmalała do ok. 3000 ze względu na przesiedlenie się mieszkańców do miasta. Obecnie mieszka tutaj ok. 2000 mieszkańców.

## Historia
Pstrągowa jest starą osadą sięgającą początkami do XIII wieku. W XV wieku istniały tu dwa duże dwory i kilka folwarków. Na terenie parafii istniał kościół pw. św. Katarzyny wzmiankowany w 1488 r. Następny pw św. Józefa który powstał w 1802 r. poprzez dobudowę drewnianej części do murowanej kaplicy z 1344 r.
W czasie rabacji galicyjskiej w 1846 r. zbrojna partia chłopska, dowodzona przez Stacha, syna Jakuba Szeli oraz pochodzących ze szlachty zagrodowej braci Wincentego i Marcina Strzemeckich, wymordowała łącznie 13 przedstawicieli miejscowej szlachty, która posiadała w miejscowości 11 dworów. Erazm Antoni Łazowski z synami Aleksandrem, Józefem i Henrykiem szukał uprzednio schronienia w Rzeszowie, na stancji Misingiewiczowej, gdzie mieszkał jego najmłodszy syn Franciszek, ale został na polecenie starosty rzeszowskiego Tadeusza Lederera wydalony przez policję. Ocalał ukryty przez niańkę Zygmunt Gorazdowski, mający wówczas 1 rok, późniejszy ksiądz i święty Kościoła katolickiego. Pstrągowa wraz z niektórymi sąsiednimi wsiami (m.in. Żarnowa, Nawsie, Kożuchów, Szufnarowa, Niewodna, Stępina, Gogołów) podporządkowała się władzy Jakuba Szeli jako organizatora powstania chłopskiego i złożyła podpis pod jego petycją w sprawie pańszczyzny. Ksiądz Józef Modła z Pstrągowej, który wyspowiadał przed śmiercią Antoniego Łazowskiego i przekazał go chłopom, został później oskarżony przez nowego starostę rzeszowskiego Augusta Festenburga o podburzanie chłopów i prowadzenie z nimi tajnych narad. W rejonie Pstrągowej i Nockowej kawaleria chłopska pod wodzą podleśniczego Picaka z Zagorzyc przegrała potyczkę z dysponującymi bronią palną siłami Eustachego Wojnarowskiego i jego brata, w której poległo 21 osób. Po ukryciu we dworze w Nockowej otrzymanych od starosty Lederera posiłków w liczbie 53 piechoty i dragonów Wojnarowski i dowódca tego oddziału zawiadomili przywódców chłopskich w Pstrągowej o przyjeździe komisji do rozdziału ziemi, po czym otoczyli i pojmali zbrojną delegację siedemnastu z nich z podwójcim Nogą na czele. Po wzniesieniu szubienic egzekucja została w ostatniej chwili odwołana, a jeńcy odesłani do aresztu w cyrkule rzeszowskim.
12 czerwca 1943 Wehrmacht, żandarmeria i policja niemiecka pod dowództwem gestapowca Goldona przeprowadził pacyfikację wsi. Niemcy zamordowali 11 osób i spalili dwa gospodarstwa.
W latach 1954-1972 wieś była siedzibą gromady Pstrągowa. W latach 1975–1998 miejscowość administracyjnie należała do województwa rzeszowskiego.

## Religia
Miejscowość jest siedzibą parafii św. Józefa Robotnika, należącej do dekanatu Czudec, diecezji rzeszowskiej.

## Znani ludzie urodzeni w miejscowości
- Kazimierz Wincenty Iranek-Osmecki – pułkownik Wojska Polskiego.
- Jan Smela – oficer, kapitan piechoty Wojska Polskiego, cichociemny.
- Władysław Wałach – polski działacz partyjny i państwowy.